# Raisonnement par analyse-synthèse
En mathématiques, le raisonnement par analyse-synthèse est une méthode de détermination de l'ensemble des solutions d'un problème et de rédaction d'une démonstration de cette résolution.

## Principe
Un raisonnement par analyse-synthèse se déroule en deux étapes :
1. l'analyse : on raisonne sur une hypothétique solution au problème et on accumule des déductions de propriétés qu'elle doit vérifier, du seul fait qu'elle est solution ;
2. la synthèse : on examine tous les objets vérifiant les conditions nécessaires précédemment accumulées (ce sont les seuls candidats pouvant être des solutions) et on détermine, parmi eux, lesquels sont réellement des solutions.

Il arrive souvent que la phase d'analyse produise des conditions nécessaires si restrictives qu'il ne reste plus qu'un « candidat » qui les vérifie : dans ce cas, cette première phase prouve l'unicité de la solution, si elle existe. La phase d'analyse peut aussi aboutir à une contradiction : dans ce cas, cela démontre que le problème n'a pas de solution. Par la suite, la phase de synthèse permet de montrer soit l'existence de plusieurs solutions, soit d'une unique solution (si un seul des candidats fonctionne), soit qu'il n'y a aucune solution (si aucun candidat ne fonctionne).
Plus l'analyse est poussée, et plus le nombre de candidats à tester pour la synthèse est réduit. Dans le cas de figure, fréquent, où l'analyse est poussée à son maximum, tous les candidats sont solutions lors de la synthèse. Ce cas de figure d'une analyse-synthèse « complète » peut alors être vu comme une double inclusion d'ensemble : l'ensemble A des solutions est inclus dans un certain ensemble B (analyse) puis cet ensemble B est formé de solutions (synthèse). Ainsi, même si l'on procède par analyse-synthèse durant la phase de recherche (au brouillon), il est possible de rédiger la démonstration au propre par double inclusion. Cela explique pourquoi, bien que l'analyse-synthèse soit une méthode très pratique pour résoudre des problèmes, elle est rarement utilisée pour la rédaction des démonstrations dans les ouvrages.

## Exemples
- La recherche des minima et maxima d'une fonction se fait souvent par analyse-synthèse : on détermine d'abord la liste des points qui auraient le droit d'être minimiseurs ou maximiseurs en utilisant des conditions nécessaires d'optimalité (dérivée, gradient, extrema liés…) ; ensuite, on regarde lesquels parmi eux le sont vraiment en comparant leurs valeurs.
- Un exemple de démonstration par analyse-synthèse est celui qui prouve que toute fonction se décompose de façon unique en une somme d'une fonction paire et d'une fonction impaire.
- Dans l'article Application linéaire, la même méthode permet de démontrer l'unicité puis l'existence d'une application linéaire envoyant une base fixée sur une famille donnée de vecteurs.
- Dans la section Application n-linéaire alternée en dimension n de l'article Application multilinéaire, on démontre de même (sans le formaliser autant) l'unicité puis l'existence du déterminant.
- On peut démontrer l'unicité puis l'existence de la décomposition polaire d'une matrice inversible par cette méthode.
- De même pour la décomposition de Dunford d'un endomorphisme dont le polynôme minimal est scindé.